# Tayna Lawrence
Tayna Lawrence, född 17 september 1975 i Spanish Town, är en jamaicask friidrottare. Hon vann guld på OS i Aten 2004 på 4x100 meter.
Hon deltog också i OS i Sydneyy 2000 och fick en silvermedalj i stafetten 4x100 meter. I det individuella 100–metersloppet kom hon in på tredje plats efter Marion Jones och Ekaterini Thánou. Efter att Marion Jones erkänt doping blev hon av med sina guldmedaljer från Sydney OS och Tayna Lawrence uppgraderades till silver. Ekaterini Thánous placering uppgraderades inte och silverplatsen räknas som delad i de reviderade resultattlistorna.

## Personliga rekord
| Datum           | Gren  | Plats                     | Tid   |
| --------------- | ----- | ------------------------- | ----- |
| 30 augusti 2002 | 100 m | Bryssel, Belgien          | 10.93 |
| 1 maj 2000      | 200 m | Pointe-à-Pitre, Frankrike | 22.84 |

## Meriter
| År   | Turnering                   | Plats              | Resultat | Gren    |
| ---- | --------------------------- | ------------------ | -------- | ------- |
| 2000 | Olympiska sommarspelen 2000 | Sydney, Australien | 2:a      | 100 m   |
| 2000 | Olympiska sommarspelen 2000 | Sydney, Australien | 2:a      | 4x100 m |
| 2002 | IAAF World Cup              | Madrid, Spanien    | 2:a      | 100 m   |
| 2002 | IAAF Grand Prix             | Paris, Frankrike   | 3:a      | 100 m   |
| 2004 | Olympiska sommarspelen 2004 | Aten, Grekland     | 1:a      | 4x100 m |